# トレハロサミン

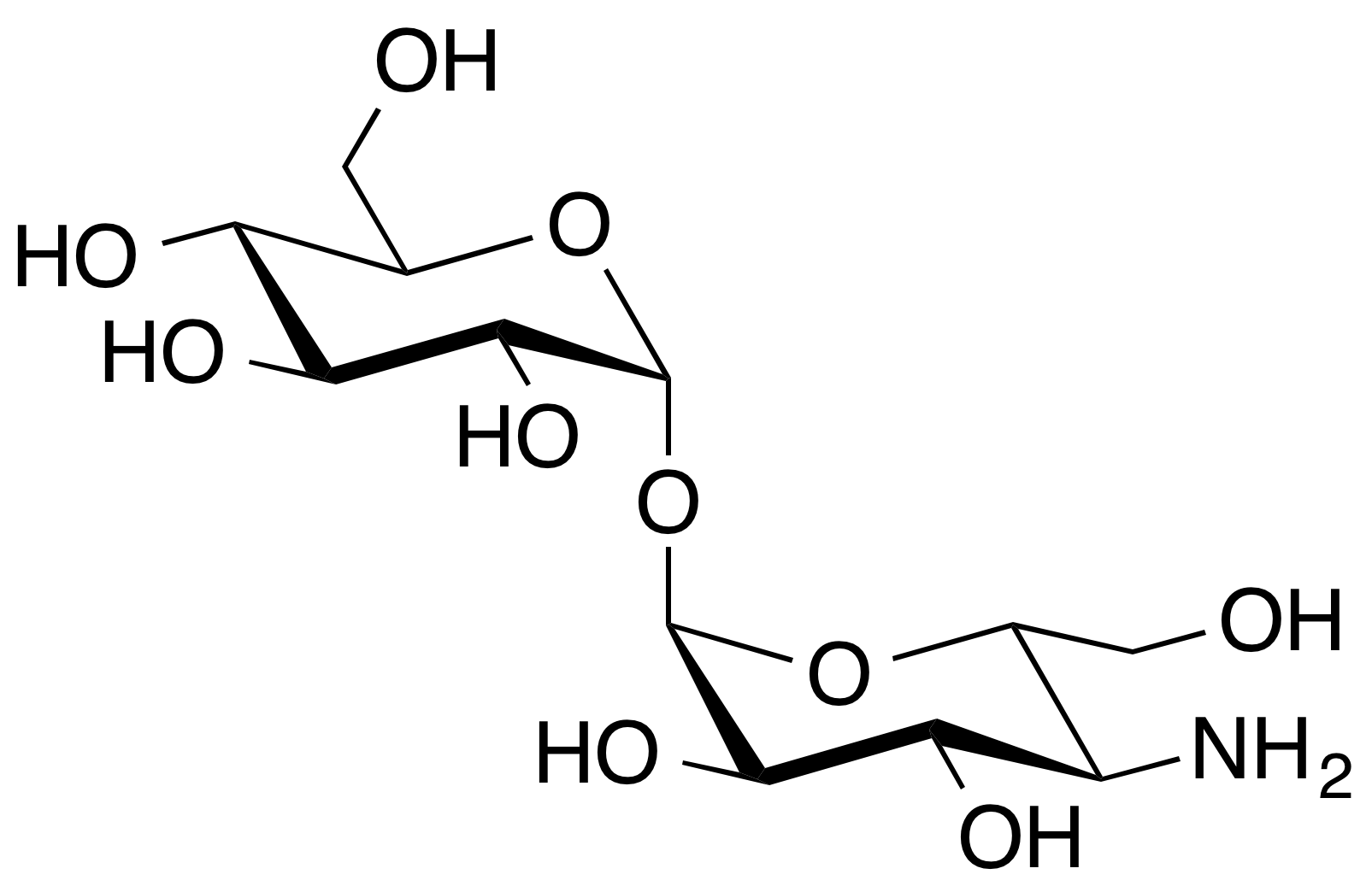

トレハロサミン (trehalosamine) は、トレハロースの一部の水酸基がアミノ基に置換された化合物である。

## 概要
アミノ基を一つ有するモノアミノトレハロサミンは、天然化合物として放線菌に由来する2-、3-、および4-トレハロサミンの報告があり、有機合成化合物として6-トレハロサミンの報告もある。
弱い抗菌活性を有することが知られており、アミノグリコシド系抗生物質の一種とみなされる場合がある。性質、機能については、以下のように4-トレハロサミンにおいてよく調べられている。

## 保護作用
トレハロサミンは、“アミノ基を有するトレハロース”として、トレハロースと共通する性質、特徴を多く示す一方で、アミノ基の存在による独自の機能も有する。非還元糖であるトレハロースは還元糖に比べて非特異的な反応性が低く、保湿保護活性が高いため、でんぷん、たんぱく質、細胞、あるいは組織の保護剤として利用されている。4-トレハロサミンでは多くの場合、これらの保護活性がトレハロースと同等か、あるいは若干高く見られる。また、4-トレハロサミンは中性付近で強いpH緩衝作用を示すが、トレハロースではそのような作用は見られない。このため、pH緩衝能を併せ持つトレハロースタイプの保湿、保護剤として、食品や工業製品への添加利用が期待される。

## 生体への影響
トレハロースは生体において、オートファジー誘導作用、抗炎症作用、分子シャペロン作用、あるいは広義の抗酸化作用を示すことが知られ、神経変性疾患や生活習慣病などの治療、予防薬やサプリメント、またはプレバイオティックスとしての利用が検討されている。その一方で、体内ではトレハロース分解酵素トレハラーゼによって分解されるため、効果が限定され、分解産物であるグルコースの発生による血糖値の上昇が懸念される。4-トレハロサミンはヒトのトレハラーゼに分解されず、スクロースとトレハロースの中間程度の甘みを示し、マウスでの実験では毒性がなく、血糖値を上昇させないことが確認されている。このため、4-トレハロサミンは、それらの用途でのトレハロースの代替品としても注目される。

## トレハロース誘導体合成原料として
一般的に糖類は分子内に複数の水酸基を有し、計画的に特定の誘導体を合成するためには、保護、脱保護を繰り返すなど、煩雑な作業が必要となる。トレハロサミンでは、アミノ基の部位に限定はされるものの、その水酸基とは異なった反応性を利用して、比較的容易に様々な誘導体を合成することができる。アジド化体、界面活性剤であるIMCTA-C14、蛍光あるいはビオチン標識体などの低分子誘導体がこれまでに開発されているが、トレハロース構造を周期的に含む高分子化合物開発への応用も期待される。